# Pritchardia minor
Pritchardia minor är en enhjärtbladig växtart som beskrevs av Odoardo Beccari. Pritchardia minor ingår i släktet Pritchardia och familjen Arecaceae. Inga underarter finns listade i Catalogue of Life.

## Bildgalleri

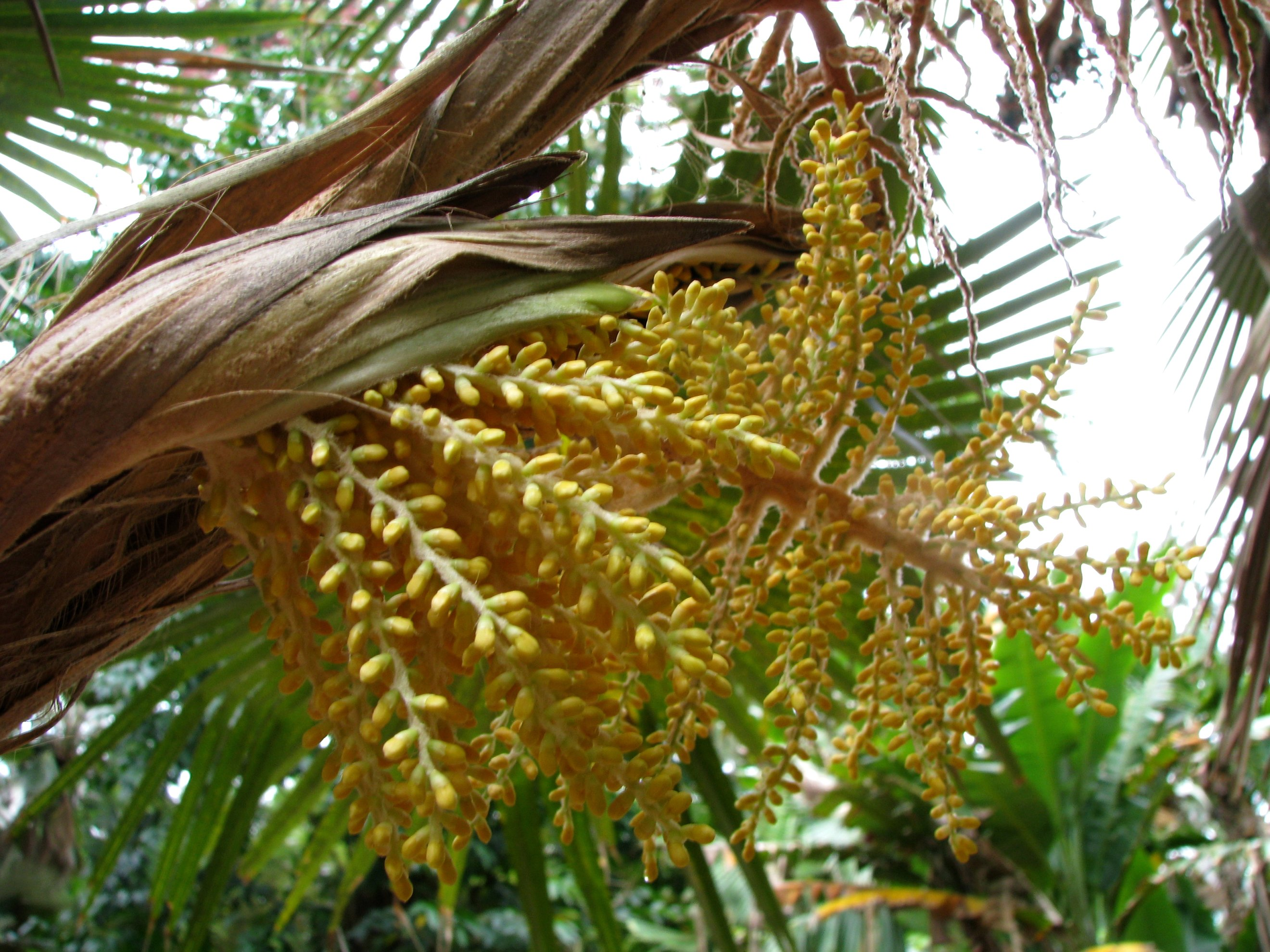
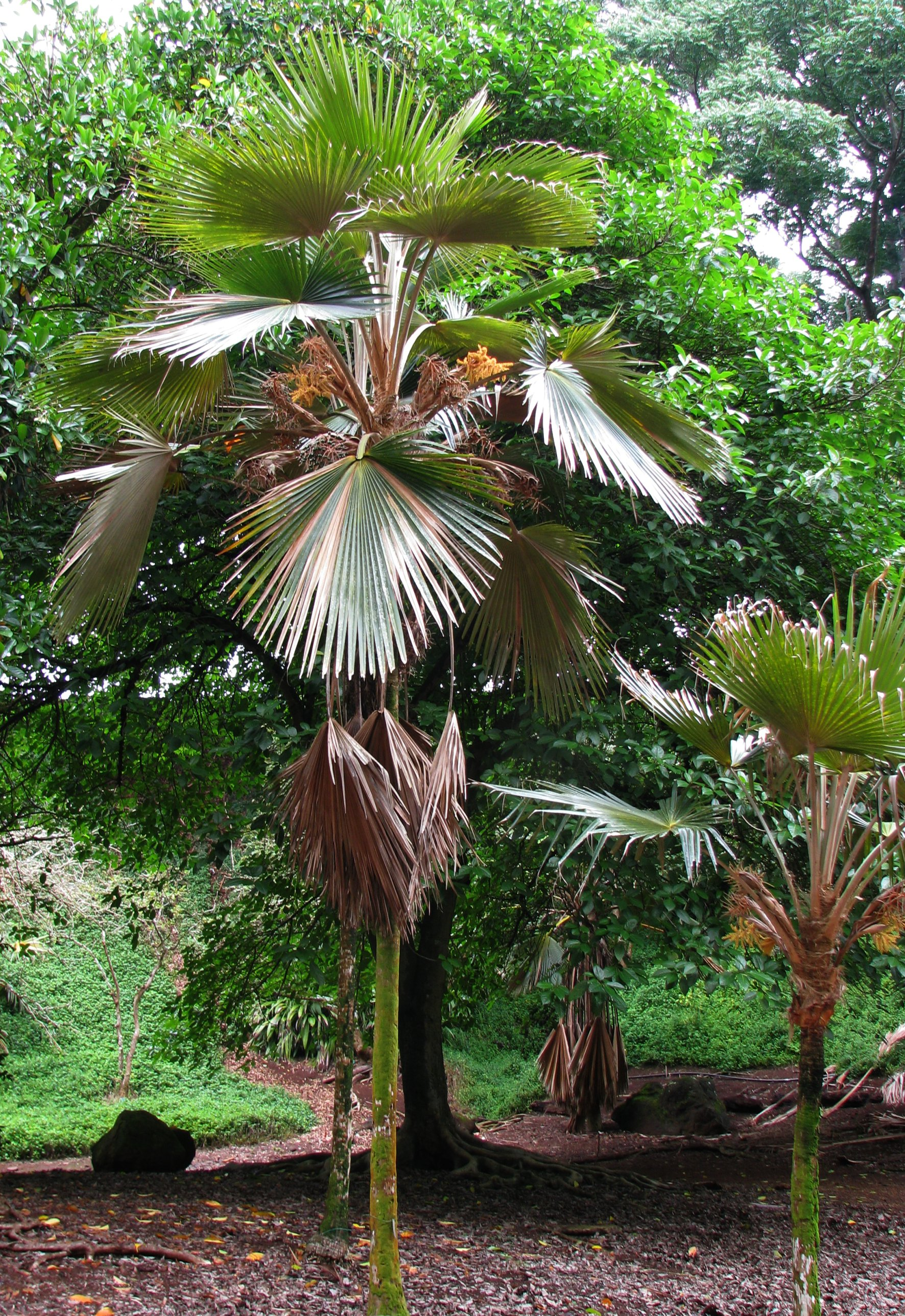
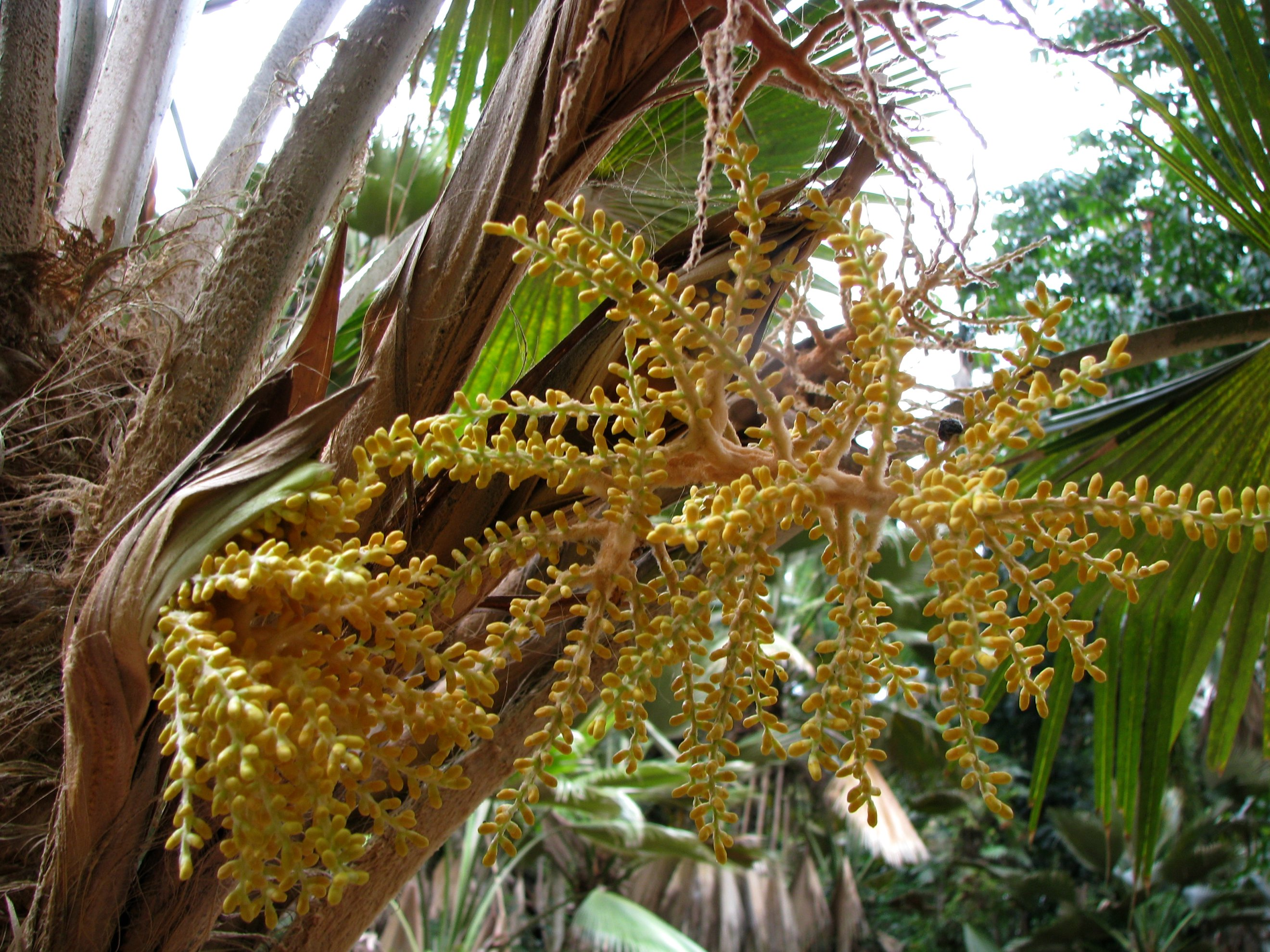